# 胡爾比格山
47°34′33″N 8°33′46″E / 47.57583°N 8.56278°E

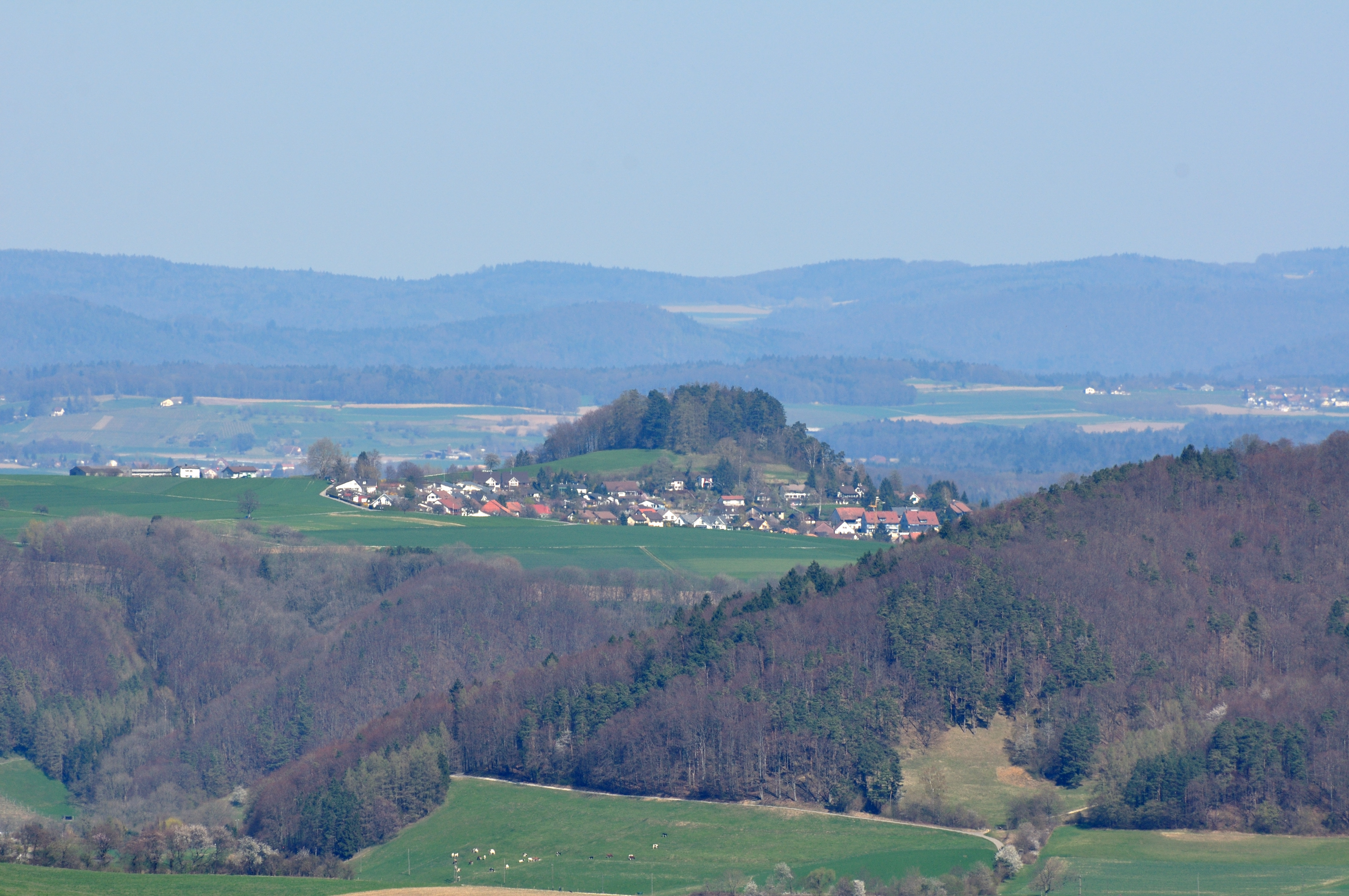

胡爾比格山（德語：Hurbig），是瑞士的山峰，位於該國北部，由沙夫豪森州負責管轄，屬於阿爾卑斯山的一部分，距離伊謝爾山2公里，海拔高度546米。